# Fairland (Maryland)
Fairland és una concentració de població designada pel cens dels Estats Units a l'estat de Maryland. Segons el cens del 2000 tenia 21.738 habitants.

## Demografia
Segons el cens del 2000, Fairland tenia 21.738 habitants, 8.612 habitatges, i 5.460 famílies. La densitat de població era de 1.682 habitants/km².
Dels 8.612 habitatges en un 34,8% hi vivien nens de menys de 18 anys, en un 42,4% hi vivien parelles casades, en un 17% dones solteres, i en un 36,6% no eren unitats familiars. En el 27,1% dels habitatges hi vivien persones soles el 2,2% de les quals corresponia a persones de 65 anys o més que vivien soles. El nombre mitjà de persones vivint en cada habitatge era de 2,5 i el nombre mitjà de persones que vivien en cada família era de 3,11.
Per edats la població es repartia de la següent manera: un 25,4% tenia menys de 18 anys, un 9,1% entre 18 i 24, un 39,9% entre 25 i 44, un 19,9% de 45 a 60 i un 5,6% 65 anys o més.
L'edat mediana era de 32 anys. Per cada 100 dones de 18 o més anys hi havia 78,2 homes.
La renda mediana per habitatge era de 56.624 $ i la renda mediana per família de 62.189 $. Els homes tenien una renda mediana de 46.123 $ mentre que les dones 38.962 $. La renda per capita de la població era de 28.603 $. Entorn del 4,6% de les famílies i el 5,3% de la població estaven per davall del llindar de pobresa.

## Poblacions més properes
El següent diagrama mostra les poblacions més properes.